# Déforestation en Roumanie

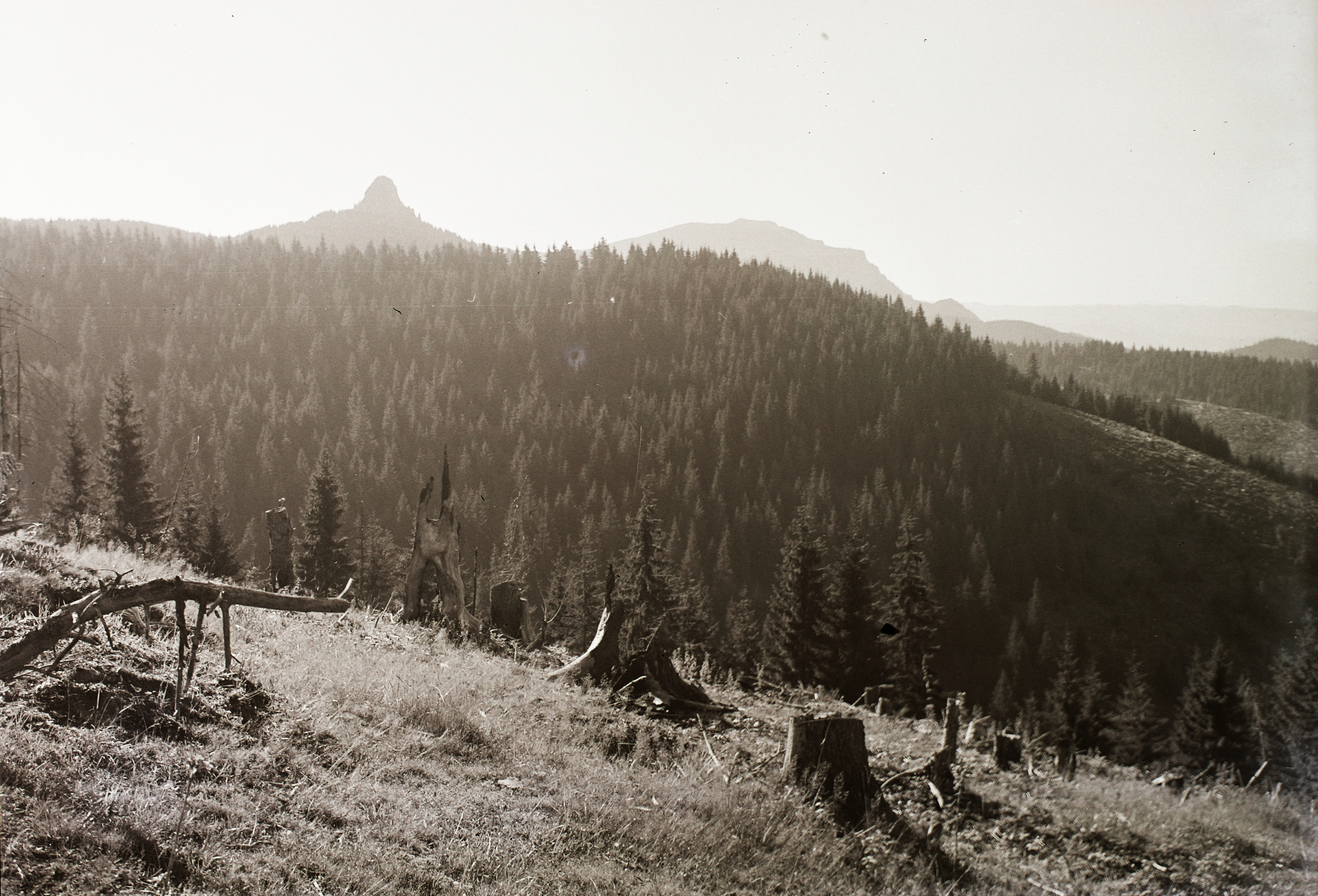
Forêt de pins en Roumanie

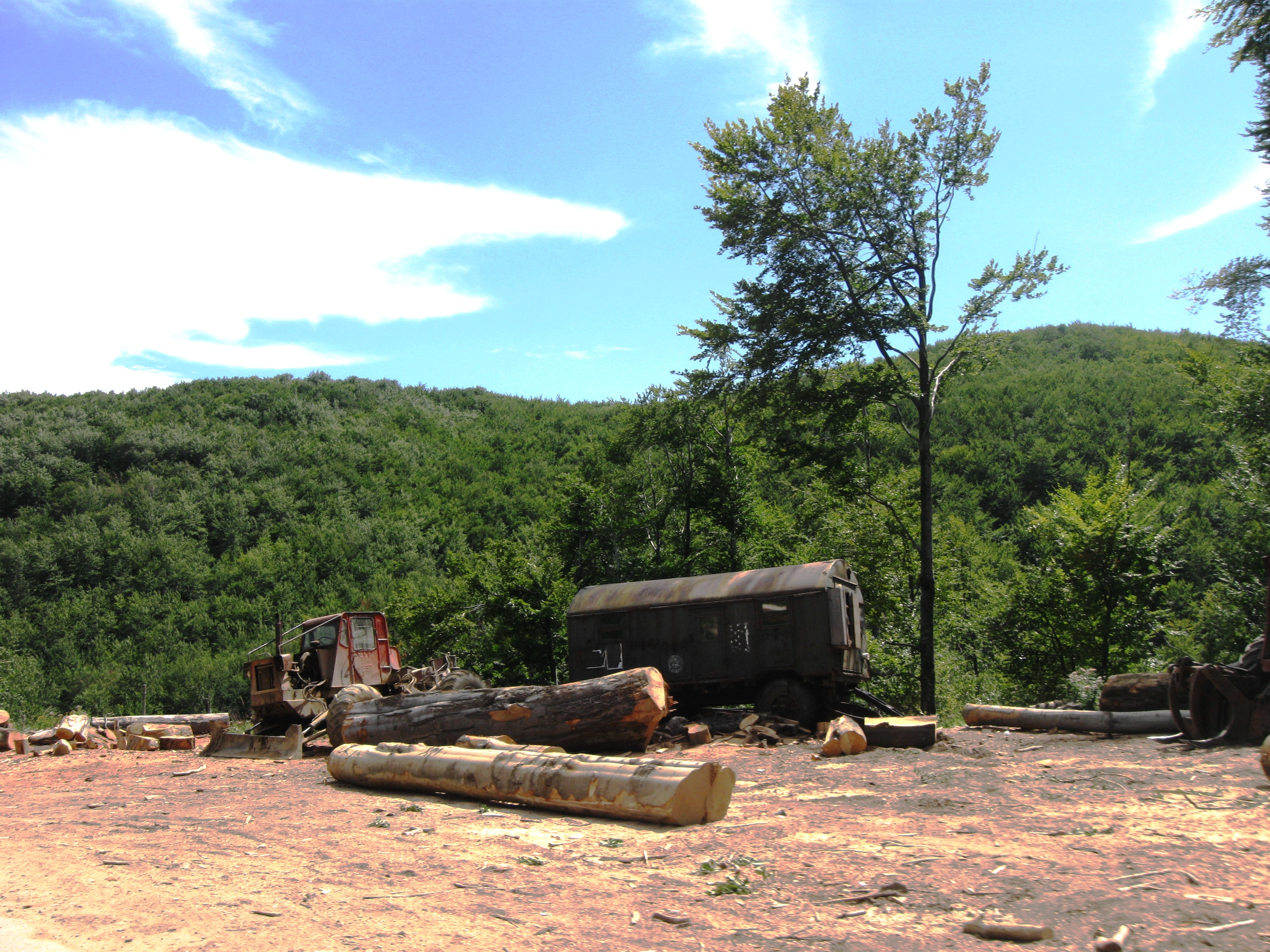
Exploitation du bois en Roumanie

La déforestation en Roumanie est le processus de destruction des forêts qui se déroule en Roumanie, où plus de 366 000 hectares de forêt ont disparu dans les 20 dernières années.
D'après un rapport de Greenpeace, 3 hectares de forêt disparaissent chaque heure en Roumanie. 900 hectares ont disparu en quatre ans dans la région d'Argeș.

## Causes principales
Les causes essentielles de la déforestation en Roumanie sont les coupes illégales, facilitées par la corruption. La société autrichienne Schweighofer a été accusée en 2015 d'achat de coupes illégales. Elle est accusée d'acheter du bois coupé illégalement dans les forêts vierges d'Europe et plus particulièrement en Roumanie. Le gouvernement roumain estimerait les dégâts à plus de 80 millions de mètres cubes de bois coupés frauduleusement entre 1993 et 2013.
Des centaines de sociétés exploitent une des dernières forêts vierges d'Europe, la plus grande après celle de Russie. Les trois cinquièmes de la forêt est constituée de feuillus, essentiellement des hêtres et des chênes. Des investissements ont été réalisés dans la fabrication de panneaux à particule.
Le gouvernement estime à 4 millions de m3 le volume des coupes illégales chaque année.
Une prise de conscience amène une partie de la population a réagir, et des manifestations ont eu lieu en 2015 dans le pays à Bucarest, Cluj-Napoca et à Brașov. Le ministre de l'Environnement a annoncé son intention de lutter contre la déforestation illégale.